# José Santos Iztueta Mendizábal
José Ramón Santos Iztueta Mendizábal CP (nacido el 3 de abril de 1929 en San Sebastián, Guipúzcoa, España, † 27 de agosto de 2007 ) fue prelado de la prelatura territorial de Moyobamba . 

## Biografía
Iztueta Mendizábal se unió a la Orden de los Pasionistas (PC) y fue ordenado sacerdote el 25 de abril de 1951. Fue Provincial de la Orden en España de 1973 a 1977 y de 1994 a 1998; de 1976 a 1988 fue representante general de los pasionistas en Roma.
En 1998 fue nombrado por el prelado coadjutor de Juan Pablo II en la prelatura territorial de Moyobamba en Perú, separada en 1948 de la diócesis de Chachapoyas. La ordenación episcopal le fue otorgada el 3 de julio de 1998 por el cardenal Ángel Suquía Goicoechea . En 2000 fue nombrado prelado como sucesor de Venancio Celestino Orbe Uriarte . En 2007 presentó su renuncia a Benedicto XVI. Su sucesor es Rafael Alfonso Escudero López-Brea . 

## Enlaces web
- bishop/bizme en Catholic-Hierarchy.

- "Casece el obispo español José Santos Iztueta en una localidad selvática peruana"

- Datos: Q1709638